# Irochrotus
Irochrotus (лат.) — род полужесткокрылых (подотряда клопов) из семейства щитников-черепашек.

## Описание
Волоски на теле очень длинные и тонкие. Переднеспинка с небольшой выемкой недалеко за серединой бокового края.

## Систематика
В составе рода:
- Irochrotus caspius Jakovlev, 1875
- Irochrotus lanatus (Pallas, 1773)
- Irochrotus maculiventris (Germar, 1839)
- Irochrotus sibiricus